# Викерс, Джон (экономист)
Сэр (c 2005) Джон Стюарт Викерс (англ. John Stuart Vickers; род. 7 июля 1958) — британский экономист. Член Британской академии (1998). Отмечен President's Medal (British Academy) (2012).
Бакалавр (1979), магистр (1983) и доктор философии (1985) Оксфордского университета. С 1983 года преподает в там же, с 1991 года занимает Драммондовскую кафедру профессора политической экономии. С 1998 по 2000 год являлся главным экономистом и исполнительным директором Банка Англии. Также был членом Комитета по денежной политике Банка Англии.   
В 2008 году был избран старостой Колледжа всех душ Оксфордского университета. В качестве приглашенного профессора преподавал в Лондонской школе бизнеса, Школе общественных и международных отношений им. Вудро Вильсона при Принстонском университете, Гарвардской школе Кеннеди и Гарвардском университете.  
В 2012 году он был награжден Президентской медалью Британской академии.

## Основные произведения
- «Приватизация и естественные монополии» (Privatisation and the Natural Monopolies, 1985, в соавторстве с Дж. Ярроу);
- «Приватизация: экономический анализ» (Privatization: An Economic Analysis, 1988, в соавторстве с Дж. Ярроу);
- «Государственная политика регулирования» (Government regulatory policy, 1991).